# Hein Otto
Hein Otto (Amsterdam, 17 april 1916 – Utrecht, 16 april 1994) was een Nederlandse tuin- en landschapsarchitect die hoofdzakelijk actief was in de naoorlogse periode. 

## Loopbaan
Hij was een zoon van Anna Charlotte Boonacker en kantoorbediende/bankmedewerker Hendrik Dirk Rudolf Otto, wonende aan de Oudezijds Voorburgwal 133. Oom Johannes Ferdinandus Otto was boomkweker. Zuster Maria (Miek) Otto (1918-2011) was kunstschilder. Hein Otto is nooit gehuwd. Hij werd begraven op de Begraafplaats Kleverlaan in Haarlem.
Otto wilde kunstschilder of architect worden, maar hij koos voor een studie aan de Landbouwhogeschool Wageningen, thans Wageningen University & Research (WUR). Na zijn propedeuse in 1936 koos hij voor de studierichting tuinbouw. In 1941 behaalde hij zijn ingenieursdiploma tuinbouw met als bijvak onder meer de tuin- en landschapsarchitectuur. 
Na zijn afstuderen was hij werkzaam als tuin- en landschapsarchitect.
Otto was vele jaren adviseur van de Nederlandse Spoorwegen, Daarnaast ontwierp hij tuinen voor particuliere opdrachtgevers en telde hij ook overheden en (overheids)bedrijven tot zijn opdrachtgevers. Voor de gemeente Wassenaar maakte hij diverse ontwerpen voor openbaar groen. Voor de Duinwaterleiding van 's-Gravenhage (DWL), thans Dunea, maakte hij het tuinontwerp voor het 
Pompstation Bergambacht.
Hein Otto had een aanmerkelijke collectie schilderijen verzameld.
Hij overleed in 1994, één dag voor zijn 78e verjaardag. Hij was buitengewoon lid van de Nederlandse Vereniging voor Tuin- en Landschapsarchitectuur.

## Ontwerpen
- Sportpark Schaerweide in Zeist
- Tuin bij burgemeesterswoning in Bunnik
- Tuin in Drachten
- Begraafplaats Onderlangs in Castricum
- Terrein Mient in Castricum
- Openbaar groen, diverse ontwerpen, in Wassenaar
- Terrein Pompstation DWL (thans Dunea) Bergambacht
- Tuin Landbouwhuishoudschool in IJsselstein
- Stationsterrein Meerssen
- Stationsterrein Zevenaar
- Sportveldencomplex Slobbengors in Papendrecht